# 92 г. пр.н.е.
92 (деветдесет и втора) година преди новата ера (пр.н.е.) е година от доюлианския (Помпилийски) римски календар.

## Събития

### В Римската република
- Консули са Гай Клавдий Пулхер и Марк Перперна.
- Цензори са Гней Домиций Ахенобарб и Луций Лициний Крас.
- При завръщането си от Азия, Луций Корнелий Сула е обвинен от Гай Марций Цензорин във финансови злоупотреби, но обвинението остава безуспешно.[1]

## Родени
- Публий Клодий Пулхер, римски политик (умрял 52 г. пр.н.е.)

## Починали
- Антиох XI Епифан, владетел от династията на Селевкидите
- Луций Лициний Крас, римски политик и оратор (роден преди 140 г. пр.н.е.)
- Квинт Цецилий Метел Нумидийски, римски политик и военачалник